# Boba Fett
Boba Fett är en figur i Star Wars, en skoningslös prisjägare och son (egentligen en klon) till den beryktade prisjägaren Jango Fett, den sista kända överlevande från den berömda mandaloriska kommandostyrkan. Boba Fett framträdde för första gången i en tecknad film som ingick i TV-filmen Stjärnornas krig och fred.
Jango hade varit klonkällan till en armé som hade beställts av Darth Sidious och tillverkats av kaminoerna. Förutom pengar begärde Jango bara en sak; en oförändrad klon av sig själv. Denna klon kallade han Boba Fett och han behandlade honom som sin son. De bodde på vattenplaneten Kamino tills Obi-Wan Kenobi, på jakt efter attentatsmän som försökt mörda senator Amidala, lyckas spåra upp Jango. Efter en strid mellan Jango och Kenobi flyr Jango och Boba till Geonosis, med Boba vid spakarna på deras rymdskepp Slave I.
Kenobi, Anakin Skywalker och Padmé Amidala som följt efter till Geonosis, blir tillfångatagna och ska avrättas på den Geonosisiska gladiatorarenan, med en intresserad Boba på hedersläktaren tillsammans med sin far. Avrättningen avbryts dock när en stor grupp Jediriddare kommer till undsättning. Under den följande striden blir Jango dödad (halshuggen) av jedimästaren Mace Windu inför den unge Bobas ögon.
Boba Fett bär alltid sin (av Jango ärvda) mandaloriska rustning vilken är välutrustad med vapen av olika slag. För det mesta använder han ett lasergevär kallat EE-3, men i den digra vapenarsenalen kan man även hitta eldkastare, raketpilar, olika slags bomber, skärbrännare, giftpilar, kodknäckare och en ljudvågspistol. Dessutom använder denne prisjägare en mästerlig kombination av raketavfyrare, jetpack och "jetryggsäck". Den så kallade jetryggsäcken kan kasta änterhakar samt avfyra missiler med varierande sprängkraft, och jetpacken är mycket behövlig vid många uppdrag då man med hjälp av det kan flyga. Jango Fett hade skaffat sitt skepp Slave I på fängelseplaneten Oovo IV och Boba övertog detta efter hans död.
Darth Vader har varit en flitig uppdragsgivare åt Boba Fett varför han ibland har blivit kallad Vaders högra hand. Tack vare god planering och stor skicklighet lyckades Boba för Vaders räkning till och med att spåra och tillfångata Han Solo, och håvade för denna bedrift in en rejäl prissumma. Dessutom tillät Vader honom att föra den infrusne Solo till Jabba the Hutt på Tatooine, för vilket Boba kunde hämta ut ytterligare prispengar.
Många tror att Boba Fett dog i ett slag på Tatooine när Jabba the Hutt försökte avrätta Luke Skywalker, Han Solo och Chewbacca. Han lyckades dra igång sin raketmotor vilket ledde till att han föll handlöst ner i Sarlaccs gap. Men Boba Fett lyckades tack vare sin mandaloriska rustning ta sig ut ur Sarlaccs mage. Därefter fortsatte han sitt arbete som prisjägare. 
Hans frus namn var Sintas Vel och han hade en dotter som hette Ailyn Vel, och ett barnbarn som hette Mirta Gev. Efter ett löfte till den döende Fenn Shysa, blev Fett Mandalore och till sist ledare för Mandalorians under Yuuzhan Vong krigen. Senare tränade Fett Darth Vaders barnbarn Jaina Solo till att döda sin tvillingbror, Darth Caedus. 